# Wereldkampioenschap rugby league

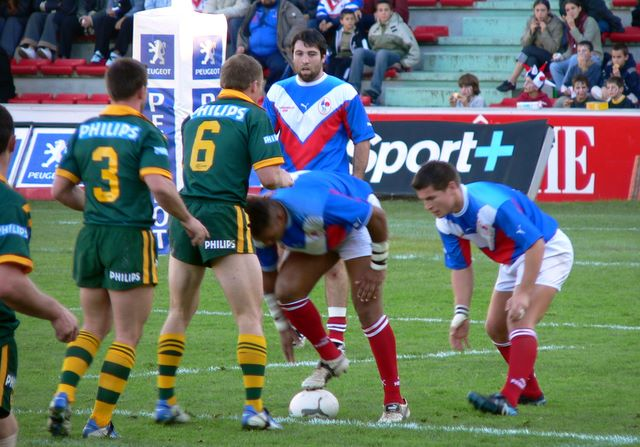
Een actie tijdens een interland in het rubgy league

Het wereldkampioenschap rugby league is een onregelmatig terugkerend toernooi tussen de nationale rugby leagueteams die bij de Internationale Rugby League Federatie (RLIF) aangesloten zijn.
De eerste editie vond plaats in 1954. In 2017 werd de vijftiende editie gehouden in Australië met tien deelnemende teams. Tot aan deze editie slaagden slechts drie landen erin om wereldkampioen te worden; Australië (9 keer), het Verenigd Koninkrijk (3 keer) en Nieuw-Zeeland (1 keer). Australië had de titel vanaf 1975 32 jaar in bezit, maar in 2008 werden ze in eigen huis in de finale verslagen door Nieuw-Zeeland.

## Opzet
De opzet van het toernooi is regelmatig gewijzigd:
- 1954-1972 en 1977: de vier grote landen doen mee aan het toernooi: Australië, Engeland, Frankrijk en Nieuw-Zeeland. De teams speelden een halve competitie tegen elkaar. In 1954, 1968, 1970 en 1977 speelden de twee beste teams in een finale om de titel. In 1957 en 1960 werd de groepswinnaar uitgeroepen tot wereldkampioen.
- 1975 en 1985-1992: er is geen eindronde maar een volledige competitie met thuis- en uitwedstrijden. De twee beste teams speelden een finale om de wereldtitel. Aan deze drie edities deden telkens vijf teams mee.
- 1995-heden: de eindronde is teruggekeerd. In 1995 en 2008 met 10 landen en in 2000 met 16 landen. Het toernooi wordt afgesloten met een finale. In 2008 zijn de vijf grote landen (Australië, Engeland, Frankrijk, Papua Nieuw-Guinea en Nieuw-Zeeland) direct geplaatst, de kleine landen moeten zich via kwalificatiewedstrijden zien te plaatsen.

## Overzicht eindtoernooien
| Jaar         | Gastheer                                    | Winnaar             | Eindstand finale | Tweede              | Locatie finale                | Toeschouwers finale |
| ------------ | ------------------------------------------- | ------------------- | ---------------- | ------------------- | ----------------------------- | ------------------- |
| WK 1954      | Frankrijk                                   | Verenigd Koninkrijk | 16 – 12          | Frankrijk           | Parc des Princes, Parijs      | 30.368              |
| WK 1957      | Australië                                   | Australië           | –                | Verenigd Koninkrijk |                               |                     |
| WK 1960      | Verenigd Koninkrijk                         | Verenigd Koninkrijk | –                | Australië           |                               |                     |
| WK 1968      | Australië Nieuw-Zeeland                     | Australië           | 20 – 2           | Frankrijk           | Sydney Cricket Ground, Sydney | 54.290              |
| WK 1970      | Verenigd Koninkrijk                         | Australië           | 12 – 7           | Verenigd Koninkrijk | Headingley, Leeds             | 18.776              |
| WK 1972      | Frankrijk                                   | Verenigd Koninkrijk | 10 – 10          | Australië           | Stade de Gerland, Lyon        | 4.500               |
| WK 1975      | geen                                        | Australië           | 25 – 0           | Engeland            | Headingley, Leeds             | 7.727               |
| WK 1977      | Australië Nieuw-Zeeland                     | Australië           | 13 – 12          | Verenigd Koninkrijk | Sydney Cricket Ground, Sydney | 24.457              |
| WK 1985-1988 | geen                                        | Australië           | 25 – 12          | Nieuw-Zeeland       | Eden Park, Auckland           | 47.363              |
| WK 1989-1992 | geen                                        | Australië           | 10 – 6           | Verenigd Koninkrijk | Wembley, Londen               | 73.631              |
| WK 1995      | Verenigd Koninkrijk                         | Australië           | 16 – 8           | Engeland            | Wembley, Londen               | 66.540              |
| WK 2000      | Verenigd Koninkrijk                         | Australië           | 40 – 12          | Nieuw-Zeeland       | Old Trafford, Manchester      | 44.329              |
| WK 2008      | Australië                                   | Nieuw-Zeeland       | 32 – 20          | Australië           | Suncorp Stadium, Brisbane     | 50.599              |
| WK 2013      | Engeland Wales                              | Australië           | 34 – 2           | Nieuw-Zeeland       | Old Trafford, Manchester      | 74.468              |
| WK 2017      | Australië Nieuw-Zeeland Papoea-Nieuw-Guinea | Australië           | 6 – 0            | Nieuw-Zeeland       | Suncorp Stadium, Brisbane     | 40.033              |
| WK 2021      | Engeland                                    | Australië           | 30 – 10          | Samoa               | Old Trafford, Manchester      | 67.502              |

## Prestatie per land
De tabel geeft een overzicht van de prestaties van alle landen die ooit aan het wereldkampioenschap hebben deelgenomen. De landen zijn gerangschikt op basis van hun prestaties.
|                                                                               | AUS | GBR | NZL | FRA | ENG | WAL | PNG | SAM | IRL | FIJ | RSA | TGA | COK | LIB | SCO | RUS | MAO | USA | ITA |
| 1954                                                                          | 3   | 1   | 4   | 2   | —   | —   | —   | —   | —   | —   | —   | —   | —   | —   | —   | —   | —   | —   | —   |
| 1957                                                                          | 1   | 2   | 3   | 4   | —   | —   | —   | —   | —   | —   | —   | —   | —   | —   | —   | —   | —   | —   | —   |
| 1960                                                                          | 2   | 1   | 3   | 4   | —   | —   | —   | —   | —   | —   | —   | —   | —   | —   | —   | —   | —   | —   | —   |
| 1968                                                                          | 1   | 3   | 4   | 2   | —   | —   | —   | —   | —   | —   | —   | —   | —   | —   | —   | —   | —   | —   | —   |
| 1970                                                                          | 1   | 2   | 4   | 3   | —   | —   | —   | —   | —   | —   | —   | —   | —   | —   | —   | —   | —   | —   | —   |
| 1972                                                                          | 2   | 1   | 4   | 3   | —   | —   | —   | —   | —   | —   | —   | —   | —   | —   | —   | —   | —   | —   | —   |
| 1975                                                                          | 1   | —   | 4   | 5   | 2   | 3   | —   | —   | —   | —   | —   | —   | —   | —   | —   | —   | —   | —   | —   |
| 1977                                                                          | 1   | 2   | 3   | 4   | —   | —   | —   | —   | —   | —   | —   | —   | —   | —   | —   | —   | —   | —   | —   |
| 1985-88                                                                       | 1   | 3   | 2   | 5   | —   | —   | 4   | —   | —   | —   | —   | —   | —   | —   | —   | —   | —   | —   | —   |
| 1989-92                                                                       | 1   | 2   | 3   | 4   | —   | —   | 5   | —   | —   | —   | —   | —   | —   | —   | —   | —   | —   | —   | —   |
| 1995                                                                          | 1   | —   | HF  | E   | 2   | HF  | E   | E   | E   | —   | E   | E   | —   | —   | —   | —   | —   | —   | —   |
| 2000                                                                          | 1   | —   | 2   | K   | HF  | HF  | K   | K   | K   | E   | E   | E   | E   | E   | E   | E   | E   | —   | —   |
| 2008                                                                          | 2   | —   | 1   | 10  | HF  | —   | 6   | 9   | 5   | HF  | —   | 7   | —   | —   | 8   | —   | —   | —   | —   |
| 2013                                                                          | 1   | —   | 2   | K   | HF  | E   | E   | K   | E   | HF  | —   | E   | E   | —   | K   | —   | —   | K   | E   |
| 2017                                                                          |     |     |     |     |     |     |     |     |     |     |     |     |     |     |     |     |     |     |     |
| 2021                                                                          | 1   | —   | HF  | E   | HF  | E   | K   | 2   | E   | K   | —   | K   | E   | K   | E   | —   | —   | —   | E   |
| 1-4 (of HF) = klassering halvefinalisten - K = kwartfinale — E : eerste ronde |     |     |     |     |     |     |     |     |     |     |     |     |     |     |     |     |     |     |     |